# Тоса Міцунобу
Тоса Міцунобу (бл. 1434 —10 червня 1525?) — японський художник періоду Муроматі. Фактичний засновник власного стилю школи Тоса.

## Життєпис
Походив зі знатного роду Тоса, що були спадковими придворними живописцями імператорів. Син придворного живописця і портретиста Тоса Міцухіро та онук Тоса Юкіхіро, засновника роду Тоса. Народився близько 1434 року. Навчався у свого батька малюванню. Був всиновлений стрийком Тоса Хіротіка. Згодом вступив на державну службу. 1469 року став очільником відділу живопису імператорського секретаріату (куютей е-докоро адзукарі), а невдовзі після цього став начальником відповідної установи в бакуфу сьогунату. завдяки цьому Тоса Міцунобу набув першості як художник, а його школа стала провідною в Японії. З цього часу мав численні замовлення від імператорської родини, сьогунів, аристократії. 1493 року призначено головою Бюро живопису (Етакумі-но цукаса) в Міністерстві центральних справ. Перебував на посаді до 1496 року. 1518 року призначено головою митців сьогуната Асікаґа. Помер у 1522 або 1525 році. Посаду придворного художника та голови бюро успадкував син Тоса Міцумоті.

## Творчість
Оновив стиль ямато-е, поєднавши традиції школи Тоса з деякими прийомами школи Кано та китайськими техніками, зокрема використання золота при виконанні монументальної розписів, помітно посиливши декоративний драматичний складник. Його роботи охоплюють найрізноманітніші теми: буддійські, сюжети розповіді (емакі і ко-е), ширми, портрети. Серія з десяти вертикальних сувоїв, що зображують десять королів підземного світу є найвідомішою з його картин на релігійну тематику, що збереглися на тепер.
Виконував роботи у яскравих кольорах, які відзначаються потужними мазки пензля кара-е. Це стає характерним для стилю художників школи Тоса. Завдяки поєднанню ігор фарб і яскравих кольорів ямато-е, Міцунобу створює дуже новий ефект, який домінує в японському живописі протягом тривалого часу. Картина «Портрет Момої Наоакі» (відомої танцюристки) віднесено до Важливих культурних пам'яток Японії (зберігається в Токійському національному музеї).
Також уславився історичними сценами, де поєднуються особи, будівлі, рухи і природа. Найвідомішими є «Історія храму Сейко-дзі», «Легенда про Тендзін», «Історія храму Сейсуй-дзі», «Історія храму Ісіяма-дера».

## Родина
- Тоса Міцумоті
- донька, дружина Кано Мотонобу